# Мишин, Виктор Иванович
Виктор Иванович Мишин (23 ноября 1936, Москва — 8 ноября 2011, Москва) — советский футболист, нападающий. Чемпион СССР 1958 года

## Карьера
Воспитанник Футбольной школы молодёжи (Москва). Начал карьеру футболиста в команде ФШМ в 1955 году. В 1956 году перешёл в московский «Спартак». Первый матч за основной состав красно-белых провёл 11 апреля 1957 года. Первый гол в составе «Спартака» забил 26 сентября 1957 года. В 1958 году завоевал золотые медали чемпионата СССР. Всего сыграл за «Спартак» 45 матчей, в том числе 43 в чемпионате СССР и два в розыгрыше Кубка СССР. 9 раз был заменён, 10 раз выходил на замену. Забил 8 голов, все в чемпионате. За дубль московского «Спартака» сыграл более 34 матчей и забил 16 мячей.
В 1961 году перешёл в команду «Труд» (позднее «Вымпел») из подмосковного Калининграда, выступавшую в классе «Б». В 1964 году стал главным тренером команды КФК фабрики имени Первого мая из посёлка Первомайский (Московская область). Через 4 года Мишин вернулся на поле, став играющим главным тренером своей команды. По окончании сезона 1970 года завершил карьеру футболиста, одновременно покинув пост главного тренера команды фабрики имени Первого мая.
После окончания игровой карьеры проживал в Москве. В ноябре 2008 года гендиректор «Спартака» Валерий Карпин поздравил Виктора Мишина, в числе других ветеранов, с 50-летием золотого дубля 1958 года.
Умер 8 ноября 2011 года в Москве.

## Статистика выступлений
Данные по матчам и забитым мячам в турнире дублёров чемпионатов неполные. Из-за этого, рядом с цифрой стоит знак ↑.
| Клуб                                        | Сезон | Лига | Лига | Кубок | Кубок | Другие | Другие | Итого | Итого |
| Клуб                                        | Сезон | Игры | Голы | Игры  | Голы  | Игры   | Голы   | Игры  | Голы  |
| ------------------------------------------- | ----- | ---- | ---- | ----- | ----- | ------ | ------ | ----- | ----- |
| ФШМ (Москва)                                | 1955  | 0    | 0    | 1     | 0     | 0      | 0      | 1     | 0     |
| ФШМ (Москва)                                | Итого | 0    | 0    | 1     | 0     | 0      | 0      | 1     | 0     |
| «Спартак» (Москва)                          | 1956  | 0    | 0    | 0     | 0     | ?      | 5      | ?     | 5     |
| «Спартак» (Москва)                          | 1957  | 7    | 2    | 1     | 0     | 19     | 8      | 28    | 10    |
| «Спартак» (Москва)                          | 1958  | 16   | 3    | 1     | 0     | 5      | 1      | 22    | 4     |
| «Спартак» (Москва)                          | 1959  | 12   | 0    | 0     | 0     | 3      | 1      | 15    | 1     |
| «Спартак» (Москва)                          | 1960  | 8    | 3    | 0     | 0     | 5      | 1      | 13    | 4     |
| «Спартак» (Москва)                          | Итого | 43   | 8    | 2     | 0     | 34↑    | 16     | 79↑   | 24    |
| «Труд»/«Вымпел» (Калининград)               | 1961  | ?    | ?    | 0     | 0     | 0      | 0      | ?     | ?     |
| «Труд»/«Вымпел» (Калининград)               | 1962  | ?    | ?    | 0     | 0     | 0      | 0      | ?     | ?     |
| «Труд»/«Вымпел» (Калининград)               | 1963  | ?    | ?    | 0     | 0     | 0      | 0      | ?     | ?     |
| «Труд»/«Вымпел» (Калининград)               | Итого | ?    | ?    | 0     | 0     | 0      | 0      | ?     | ?     |
| К-да ф-ки им. 1-го Мая (Первомайский, М.о.) | 1968  | ?    | ?    | 0     | 0     | 0      | 0      | ?     | ?     |
| К-да ф-ки им. 1-го Мая (Первомайский, М.о.) | 1968  | ?    | ?    | 0     | 0     | 0      | 0      | ?     | ?     |
| К-да ф-ки им. 1-го Мая (Первомайский, М.о.) | 1970  | ?    | ?    | 0     | 0     | 0      | 0      | ?     | ?     |
| К-да ф-ки им. 1-го Мая (Первомайский, М.о.) | Итого | ?    | ?    | 0     | 0     | 0      | 0      | ?     | ?     |

1. ↑  Количество игр и голов за клуб в различных лигах чемпионата СССР
2. ↑  Количество игр и голов за клуб в розыгрыше Кубка СССР
3. ↑  Количество игр и голов за клуб в турнире дублёров.

## Достижения
- Чемпион СССР 1958 года.